# Riverview, South Carolina
Riverview är en ort i York County i delstaten South Carolina, USA.